# Hanga Roa
Hanga Roa este orașul principal și capitala teritoriului nesuveran Insula Paștelui, care aparține de Chile. Este localizat în partea sudică a coastei de vest.
1. ↑  2017 Chile census (PDF), accesat în 12 martie 2020